# Diplôme d'État de conseiller en économie sociale familiale
Le diplôme de conseiller en économie sociale familiale est une formation professionnelle accessible aux titulaires du Brevet de Technicien Supérieur en économie sociale familiale et aux professionnels du champ social (D.U.T. C.S. - D.E. A.S.S.- D.E. E.S.- D.E. E.T.S.- D.E. E.J.E.).
Le conseiller en économie sociale familiale est un travailleur social dans le champ de compétence est diversifié. Le C.E.S.F est un professionnel dont le cœur de métier est fondé sur une expertise dans les domaines de la vie quotidienne: consommation, habitat, insertion sociale et professionnelle, alimentation- santé.
En 2009, à la suite d'une modification du cadre législatif, le stage se prépare en un an dont 560 heures (soit 16 semaines) de stage en site(s) qualifiant(s). La formation en établissement est de 540 heures d'enseignement. Elle permet de former ainsi les futurs conseillers en économie sociale familiale. 
Ce stage s'appuie sur une convention de stage établit entre l'établissement de formation, le stagiaire et la personne juridiquement responsable du lieu de stage. Cette convention précise les modalités organisationnel ainsi qu'au niveau des apprentissages. Elle inclut également les objectifs de stage en lien avec les différents domaines de compétences que l'étudiant devra développer.
À partir de 2011, à la suite de l'Arrêté du 1er septembre 2009, le diplôme d'état conseiller en économie sociale familiale donne lieu à l'attribution de 180 crédits européens (ECTS)

## Conditions d’admission
- Être titulaire du Brevet de technicien supérieur - Économie sociale familiale.
- Peuvent intégrer la formation du D.E C.E.S.F les candidats ayant eu une validation partielle par un jury de validation des acquis de l'expérience (VAE)[5].
- Peuvent également intégrer la formation, les différents professionnels (D.U.T. C.S. - D.E. A.S.S.- D.E. E.S.- D.E. E.T.S.- D.E. E.J.E.) du champ de l'action sociale en ayant une validation de certains modules[1].
- La sélection peut se faire sur dossier ou épreuve écrite, entretiens de motivation, et débats de groupe.

## À l'étranger
Ce diplôme est reconnu dans les pays francophones (Canada et Belgique principalement) ainsi qu'en Angleterre sous le nom de social counselor

## Glossaire
- D.E. A.S.S. : Diplôme d’État d’assistant de service social.
- D.E. E.J.E. :  Diplôme d’État d’éducateur jeunes enfants.
- D.E. E.S. : Diplôme d’État d’éducateur spécialisé.
- D.E. E.T.S. : Diplôme d’État d’éducateur technique spécialisé.
- D.U.T. C.S. : Diplôme universitaire de technologie « carrières sociales ».